# Michelle Smith
Michell Marie Smith o Michelle de Bruin (Rathcoole, República d'Irlanda, 16 de desembre de 1969) és una nedadora irlandesa, ja retirada, guanyadora de quatre medalles olímpiques. Està casada amb el l'atleta neerlandès Erik de Bruin.
Especialista en crol, estil papallona i estils, va participar als 18 anys en els Jocs Olímpics d'Estiu de 1988 celebrats a Seül (Corea del Sud), on va participar en les proves dels 100 i 200 metres esquena, finalitzant vint-i-setena i dissetena respectivament, i en les proves dels 200 i 400 m. estils, finalitzant vint-i-sisena i vint-i-cinquena respectivament. En els Jocs Olímpics d'Estiu de 1992 celebrats a Barcelona (Catalunya) va finalitzar trenta-cinquena en els 200 m. esquena, trenta-dosena en els 200 m. estils i vint-i-sisena en els 400 m. estils.
Fins a aquest moment la carrera de Michelle Smith havia estat molt discreta, però en el Campionat d'Europa de natació de 1995 realitzat a Viena (Àustria) aconseguí la notorietat pública en guanyar dues medalles d'or i una de plata. Posteriorment va participar en els Jocs Olímpics d'Estiu de 1996 realitzats a Atlanta (Estats Units), on va aconseguir guanyar la medalla d'or en els 400 m. lliures i en els 200 i 400 metres estils, a més d'aconseguir la medalla de bronze en els 200 metres papallona. Aquest mateix any fou nomenada millor nedadora europea de l'any per la revista Swimming World Magazine.
L'any 1998 fou suspesa durant quatre anys per la Federació Internacional de Natació (FINA) a conseqüència d'una alteració en les mostres d'orina preses durant un control antidopatge, finalitzant així la seva carrera esportiva.